# تاريخ القرم
يبدأ التاريخ الموثق لشبه جزيرة القرم، التي عُرفت تاريخيًا باسم توريس (باليونانية: Ταυρική) وتاوريكا وشبه جزيرة توريس (باليونانية: Χερσόνησος Ταυρική)، حوالي القرن الخامس قبل الميلاد وأُنشئت عدة مستعمرات يونانية على طول ساحلها. بقي الساحل الجنوبي يحمل ثقافة يونانية لما يقارب ألفي عام، وكان جزءًا من الامبراطورية الرومانية (47 قبل الميلاد- 330 ميلادي) والدول التي تلتها مثل الامبراطورية البيزنطية (330 م- 1204م) وامبراطورية طرابزون (1204 م- 1461 م) وإمارة ثيودورو المستقلة (انتهت في 1475 م). في القرن الثالث عشر، سيطر البندقيون والجنويون على بعض المدن الساحلية. كانت المناطق الداخلية من القرم أقل استقرارًا، ومرت بسلسلة طويلة من الفتوحات والغزوات، إذ سكنها السكوثيون (السكوثيون الكيميريون) في أوائل العصور الوسطى، ثم التاوريون واليونانيون والرومانيون والقوطيون والهون والبلغار والقفجاق والخزر. استولت عليها كييف روس جزئيًا في فترة العصور الوسطى، ولكنها سقطت أمام الغزوات المغولية وأصبحت القرم جزءًا من خانية القبيلة الذهبية. تبع ذلك خانية القرم والامبراطورية العثمانية التي احتلت المناطق الساحلية أيضًا، وذلك من القرن الخامس عشر حتى القرن الثامن عشر.
في عام 1774، هُزمت الإمبراطورية العثمانية على يد كاثرين العظيمة. منحت الامبراطورية العثمانية القرم لروسيا وذلك بموجب أحكام المعاهدة بينهما وضمتها عام 1783. بعد قرنين من النزاع، دمر الاسطول الروسي البحرية العثمانية وألحق الجيش الروسي خسائر فادحة بالقوات البرية العثمانية. أجبرت معاهدة كيتشوك كاينارجي اللاحقة مقر الباب العالي على الاعتراف باستقلال تتار القرم سياسيًا. أدى حصول كاثرين العظيمة على القرم عام 1783 من الإمبراطورية العثمانية وضمها إياها إلى الإمبراطورية الروسية إلى توسيع نفوذ روسيا في منطقة البحر الأسود. كانت القرم أول منطقة إسلامية تخرج من سيادة السلطان. كانت حدود الإمبراطورية العثمانية تتقلص تدريجيًا، واستمرت روسيا بدفع حدودها غربًا حتى نهر دنيستر.
أنشئت جمهورية القرم الاشتراكية السوفييتية المتمتعة بالحكم الذاتي في عام 1921. انحلت الجمهورية عام 1945، وأصبحت القرم أول أوبلاست (محافظة) في جمهورية روسيا الاتحادية الاشتراكية السوفيتية (1945-1954) تبعتها جمهورية أوكرانيا الاشتراكية السوفيتية (1954-1991). اعتبارًا من عام 1991، كانت المنطقة خاضعة لجمهورية القرم المتمتعة بالحكم الذاتي وكانت مدينة سيفاستوبول في يد أوكرانيا المستقلة. استولت روسيا على شبه الجزيرة خلال أزمة القرم عام 2014، وأجري استفتاء للانضمام إلى روسيا مجددًا. ضم الاتحاد الروسي القرم إليه بعد وقت قصير من إعلان النتيجة لصالح الانضمام إلى روسيا، وقسمها إلى كيانين اتحاديين، وهما جمهورية القرم ومدينة سيفاستوبول الفدرالية.

## الحرب الأهلية الروسية (1917-1921)
كان الوضع العسكري والسياسي في القرم بعد الثورة الروسية لعام 1917 فوضىً بحتة، حالها في ذلك حال معظم أجزاء روسيا. سقطت القرم في أيدي جهات عديدة خلال الحرب الأهلية الروسية اللاحقة، وكانت لبعض الوقت معقلًا للجيش الأبيض المناهض للبلشفية. كانت القرم أرض المواجهة الأخيرة بين الروس البيض بقيادة الجنرال رنجل ضد نستور ماخنو والجيش الأحمر عام 1920. بعد أن قُمعت المقاومة، هرب العديد من المقاتلين والمدنيين المعارضين للبلشفية بواسطة السفن إلى إسطنبول.
أُعدم ما يقارب 50,000 شخص من أسرى الحرب البيض والمدنيين بإجراءات موجزة رميًا بالرصاص أو عبر الشنق بعد هزيمة الجنرال رنجل في أواخر عام 1920. تعتبر هذه الحادثة من أكبر المذابح في الحرب الأهلية.
وقعت القرم تحت سيطرة جهات عديدة مرارًا وتكرارًا على مدار الصراع، وتشكلت العديد من الكيانات السياسية في شبه الجزيرة. شملت هذه الكيانات:
- جمهورية القرم الشعبية- ديسمبر 1917 –يناير 1918- حكومة تتار القرم.
- جمهورية توريدا الاشتراكية السوفيتية- 19 مارس 1918- 30 أبريل 1918- الحكومة البلشفية.
- جمهورية أوكرانيا الشعبية- مايو 1918- يونيو 1918.
- حكومة القرم الإقليمية الأولى- 25 يونيو 1918- 25 نوفمبر 1918- دولة دمية ألمانية بقيادة الجنرال ماسيج (سليمان) سلكفيج من تتار ليبكا.
- حكومة القرم الإقليمية الثانية- نوفمبر 1918- أبريل 1919- حكومة مناهضة للبلشفية بقيادة سولومون كريم، عضو الكاديت السابق القرمي المعتنق لليهودية القرائية.
- جمهورية القرم الاشتراكية السوفيتية- 2 أبريل 1919- يونيو 1919- حكومة بلشفية.
- حكومة جنوب روسيا الأولى- فبراير 1920- أبريل 1920- حكومة الحركة البيضاء بقيادة الجنرال أنطون دينكين.
- حكومة جنوب روسيا الثانية- أبريل 1920 (رسميًا في 16 أغسطس 1920) - 16 نوفمبر 1920- حكومة الحركة البيضاء بقيادة الجنرال بيوتر رنجل.
- حكومة اللجنة الثورية البلشفية- نوفمبر 1920- 18 أكتوبر 1921- حكومة بلشفية بقيادة بيلا كون (حتى 20 فبراير 1921)، ثم ميخائيل بولياكوف.
- جمهورية القرم الاشتراكية السوفيتية المتمتعة بالحكم الذاتي- 18 أكتوبر 1921- 30 يونيو 1954- جمهورية ذاتية الحكم تابعة لجمهورية روسيا الاتحادية الاشتراكية السوفيتية في الاتحاد السوفيتي.

## الاتحاد السوفيتي (1921-1991)

### فترة ما بين الحربين
في 18 أكتوبر 1921، قامت جمهورية القرم الاشتراكية السوفيتية المتمتعة بالحكم الذاتي بصفتها جزءًا من الجمهورية السوفييتية الاتحادية الاشتراكية الروسية، والتي أصبحت بدورها جزءًا من الاتحاد السوفيتي الجديد. لم يحمِ هذا الأمر تتار القرم، الذين شكلوا 25% من سكان شبه الجزيرة، من قمع جوزيف ستالين في ثلاثينيات القرن الماضي. كان اليونانيون إحدى المجموعات الثقافية الأخرى التي عانت آنذاك، إذ خسروا أراضيهم خلال عملية التأميم، ولم يعوض المزارعون فيها أو يمنحوا أي أجر. اُغلقت المدارس التي كانت تدرّس باللغة اليونانية وأُتلفت المؤلفات اليونانية، إذ اعتبر السوفييت أن اليونانيين «معادون للثورة» بسبب صلاتهم بدولة اليونان الرأسمالية وثقافتهم المستقلة.
بُذلت بعض الجهود لإنشاء مستوطنات يهودية في القرم منذ عام 1923 حتى عام 1944. اقترح فياتشيسلاف مولوتوف في إحدى المرات فكرة إنشاء وطن لليهود.
شهدت القرم مجاعتين قاسيتين في القرن العشرين، وهما مجاعة عامي 1921-1922 وهولودومور (وباء الجوع) عامي 1932-1933. حدث تدفق كبير للشعب السلافي في ثلاثينيات القرن الماضي نتيجة السياسات السوفيتية الخاصة بالتنمية الإقليمية. أدت هذه التغيرات الديمغرافية إلى حدوث تحول دائم في التوازن العرقي في المنطقة.

### الحرب العالمية الثانية
خلال الحرب العالمية الثانية، كانت القرم مسرحًا لبعض أكثر المعارك دمويةً. كان قادة الرايخ الثالث حريصين على احتلال شبه الجزيرة الخصبة والجميلة واستعمارها، وذلك ضمن سياستهم لإعادة توطين الألمانيين في أوروبا الشرقية على حساب السلافيين. تكبد الألمانيون خسائر فادحة في صيف عام 1941، إذ حاولوا التقدم عبر برزخ بيريكوب الضيق الذي يصل القرم بالبر الرئيسي السوفيتي. ما إن دخل الجيش الألماني إلى القرم (في عملية ترابنياغد) حتى احتل معظمها باستثناء مدينة سيفاستوبول التي مُنحت لاحقًا لقب مدينة الأبطال الفخري بعد الحرب. خسر الجيش الأحمر أكثر من 170,000 رجل بين قتيل وأسير، وثلاثة جيوش (44 و47 و51) مع واحد وعشرين فرقة.
صمدت سيفاستوبول من أكتوبر عام 1914 حتى 4 يوليو 1942 حين سقطت في النهاية في يد الألمانيين. اعتبارًا من الأول من سبتمبر 1942، أصبحت القرم معروفة باسم مقاطعة القرم العامة ومقاطعة تاورين الفرعية، وحكمها المفوض العام النازي ألفريد إدوارد فراوينفيلد (1889-1977)، تحت سلطة ثلاثة رايخسوميسار (مفوض الرايخ) متتاليين حكموا أوكرانيا بأكملها. على الرغم من تكتيكات النازيين القاسية ومساعدة القوات الإيطالية والرومانية، بقيت جبال القرم معقلًا حرًا للمقاومة الأصلية (الثوار) حتى اليوم الذي تحررت فيه شبه الجزيرة من قوة الاحتلال.
كان اليهود مستهدفين في الإبادة خلال فترة الاحتلال النازي. وفقًا ليستحاق أراد: «تأسست مجموعة من المتطوعين التتار في سيمفيروبول في يناير 1942 بقيادة مجموعة العمليات رقم 11. شاركت هذه المجموعة في عمليات المطاردة والقتل المعادية لليهود في المناطق الريفية».
في عام 1944، أصبحت سيفاستوبول تحت سيطرة قوات من الاتحاد السوفيتي. باتت المدينة التي كانت تُسمى «مدينة المجد الروسي» والتي اشتهرت بجمالها المعماري مدمرة بالكامل، وكان لابد من إعادة بنائها حجرًا حجرًا. نظرًا لقيمتها التاريخية والرمزية الهائلة بالنسبة للروس، أصبحت استعادة مجدها السابق في أقصر وقت ممكن أولوية بالنسبة لستالين والحكومة السوفيتية.